# ويليام تاكر
ويليام تاكر (بالإنجليزية: William Tucker)‏ هو موسيقي أمريكي، ولد في 1961، وتوفي في 14 مايو 1999.

## وصلات خارجية
- ويليام تاكر على موقع ميوزك برينز (الإنجليزية)
- ويليام تاكر على موقع أول ميوزيك (الإنجليزية)
- ويليام تاكر على موقع أول ميوزيك (الإنجليزية)
- ويليام تاكر على موقع ديسكوغز (الإنجليزية)